# Battaglia del Campo delle Mosche
La battaglia del Campo delle Mosche è stato un evento bellico del 23 luglio 1359, svoltosi nell'antica omonima località di Pontedera, in Toscana, che vide contrapposti l'esercito della Repubblica di Firenze, guidato da Pandolfo II Malatesta, e la Grande Compagnia, capitanata dal Conte Lando.

## Antefatti
Nel 1359 il capitano di ventura tedesco Konrad Wirtinger von Landau, noto come il Conte Lando, ricevette 50 000 ducati dal legato pontificio, a patto di lasciare con la propria compagnia di ventura, la Grande Compagnia, le terre dello Stato Pontificio, e tentò lo stesso ricatto con la Repubblica di Firenze, che di conseguenza gli armò contro un esercito composto per la maggior parte da mercenari, ricevendo aiuti, oltre che dalla Chiesa, da Ferrara, Milano e Padova, ed affidandone il comando a Pandolfo II Malatesta.

## La battaglia
L'esercito del Malatesta comprendeva tremilacinquecento barbute, duemilacinquecento balestrieri, mille masnadieri e cinquecento ungheri, mentre quello del Conte Lando cinquemila cavalieri, duemila masnadieri e mille ungheri. L'esercito fiorentino seguì le orme della compagnia di ventura, che da Pontedera mosse verso Lucca. Il Conte Lando, quando fu avvicinato dall'avversario, preferì rifugiarsi in un luogo male agibile, detto "Campo delle Mosche", dove il 12 luglio si rafforzò. Ma alcuni giorni dopo, il 23 luglio, avendo il Malatesta intercettato ogni via di comunicazione e ridotto i venturieri senza viveri, li costrinse alla fuga e li inseguì fino ad arrivare nel lucchese, dove divise il suo esercito in gruppi muovendo in varie direzioni e mettendosi al servizio di vari signori locali e finendo per sconfiggere e decimare una delle più temute compagnie di ventura dell'epoca.

## Conseguenze
Tuttavia la Grande Compagnia continuò le proprie scorrerie fino al 1363, quando subì a Novara una pesante e definitiva sconfitta da parte della Compagnia Bianca di Albrecht Sterz.